# جونسفيل (كارولاينا الجنوبية)
جونسفيل (بالإنجليزية: Jonesville, South Carolina)‏ هي بلدة أمريكية تقع في الولايات المتحدة في مقاطعة يونيون (كارولاينا الجنوبية). يقدر عدد سكانها بـ 911 نسمة ومساحتها 2.7 كم2 وترتفع عن سطح البحر 209 متر.

## التركيبة السكانية
حدّد مكتب تعداد الولايات المتحدة بيانات التركيبة السكانية لجونسفيل في تعداد الولايات المتحدة. في ما يلي، التركيبة السكانية حسب تعدادي 2000 و2010.

### تعداد عام 2000
بلغ عدد سكان جونسفيل 982 نسمة بحسب تعداد عام 2000، وبلغ عدد الأسر 444 أسرة وعدد العائلات 264 عائلة مقيمة في البلدة. في حين سجلت الكثافة السكانية 370.6 نسمة لكل كيلومتر مربع (959.8/ميل2). وبلغ عدد الوحدات السكنية 497 وحدة بمتوسط كثافة قدره 187.5 لكل كيلومتر مربع (485.6/ميل2).
وتوزع التركيب العرقي للبلدة بنسبة 65.07% من البيض و32.79% من الأمريكيين الأفارقة و0.10% من الأمريكيين الأصليين و0.20% من سكان جزر المحيط الهادئ و1.02% من الأعراق الأخرى و0.81% من عرقين مختلطين أو أكثر و1.53% من الهسبانيون أو اللاتينيون من أي عرق.
بلغ عدد الأسر 444 أسرة كانت نسبة 30.4% منها لديها أطفال تحت سن الثامنة عشر تعيش معهم، وبلغت نسبة الأزواج القاطنين مع بعضهم البعض 35.8% من أصل المجموع الكلي للأسر، ونسبة 18.5% من الأسر كان لديها معيلات من الإناث دون وجود شريك،  بينما كانت نسبة 5.2% من الأسر لديها معيلون من الذكور دون وجود شريكة وكانت نسبة 40.5% من غير العائلات. تألفت نسبة 36.7% من أصل جميع الأسر من عدة أفراد يعيشون في نفس المنزل ونسبة 20.7% كانت تتألف من شخص يعيش بمفرده يبلغ من العمر 65 عاماً أو أكثر. وبلغ متوسط حجم الأسرة المعيشية 2.21، أما متوسط حجم العائلات فبلغ 2.88.
بلغ العمر الوسطي للسكان 40.1 عاماً. وكانت نسبة 22.6% من القاطنين تحت سن الثامنة عشر، وكانت نسبة 6.8% بين الثامنة عشر والرابعة والعشرين عاماً، ونسبة 26.5% كانت واقعةً في الفئة العمرية ما بين الخامسة والعشرين والرابعة والأربعين عاماً، ونسبة 23.8% كانت ما بين الخامسة والأربعين والرابعة والستين، ونسبة 20.3% كانت ضمن فئة الخامسة والستين عاماً فما فوق. يوجد لكل 100 أنثى 92.2 ذكر، ويوجد لكل 100 أنثى في الثامنة عشر من عمرها فما فوق 85.8 ذكر.
بلغ متوسط دخل الأسرة في البلدة 22,273 دولارًا، أما متوسط دخل العائلة فبلغ 31,458 دولارًا. وكان متوسط دخل الذكور 24,583 دولارًا مقابل 19,643 دولارًا للإناث. وسجل دخل الفرد الخاص بالبلدة 13,116 دولارًا. وكانت نسبة 9.5% من العائلات ونسبة 12.5% من السكان تحت خط الفقر، وكان من هؤلاء نسبة 17.5% تحت سن الثامنة عشر ونسبة 14.9% في الخامسة والستين من العمر وما فوق.

### تعداد عام 2010
بلغ عدد سكان جونسفيل 911 نسمة بحسب تعداد عام 2010، وبلغ عدد الأسر 421 أسرة وعدد العائلات 256 عائلة مقيمة في البلدة. في حين سجلت الكثافة السكانية 343.8 نسمة لكل كيلومتر مربع (890.4/ميل2). وبلغ عدد الوحدات السكنية 512 وحدة بمتوسط كثافة قدره 193.2 لكل كيلومتر مربع (500.4/ميل2).
وتوزع التركيب العرقي للبلدة بنسبة 65.42% من البيض و32.60% من الأمريكيين الأفارقة و0.22% من الأمريكيين الأصليين و0.55% من الأعراق الأخرى و1.21% من عرقين مختلطين أو أكثر و1.87% من الهسبانيون أو اللاتينيون من أي عرق.
بلغ عدد الأسر 421 أسرة كانت نسبة 26.6% منها لديها أطفال تحت سن الثامنة عشر تعيش معهم، وبلغت نسبة الأزواج القاطنين مع بعضهم البعض 30.9% من أصل المجموع الكلي للأسر، ونسبة 24% من الأسر كان لديها معيلات من الإناث دون وجود شريك،  بينما كانت نسبة 5.9% من الأسر لديها معيلون من الذكور دون وجود شريكة وكانت نسبة 39.2% من غير العائلات. تألفت نسبة 35.4% من أصل جميع الأسر من عدة أفراد يعيشون في نفس المنزل ونسبة 14.3% كانت تتألف من شخص يعيش بمفرده يبلغ من العمر 65 عاماً أو أكثر. وبلغ متوسط حجم الأسرة المعيشية 2.15، أما متوسط حجم العائلات فبلغ 2.71.
بلغ العمر الوسطي للسكان 44.7 عاماً. وكانت نسبة 20% من القاطنين تحت سن الثامنة عشر، وكانت نسبة 9.2% بين الثامنة عشر والرابعة والعشرين عاماً، ونسبة 21.3% كانت واقعةً في الفئة العمرية ما بين الخامسة والعشرين والرابعة والأربعين عاماً، ونسبة 31.3% كانت ما بين الخامسة والأربعين والرابعة والستين، ونسبة 18.2% كانت ضمن فئة الخامسة والستين عاماً فما فوق. وتوزع التركيب الجنسي للسكان بنسبة 45.7% ذكور و54.3% إناث.